# Егоров, Всеволод Михайлович
Всеволод Михайлович Егоров (27 марта 1936, Астрахань, Сталинградский край — 31 августа 2006, Москва) ‒ советский сценарист.

## Биография
Родился в 1936 году в городе Астрахань.
В 1963 году окончил сценарный факультет ВГИК.
В 1963—1980 годах — работал на киностудии «Молдова-фильм», снимал документальные фильмы, сценарист четырёх художественных фильмов.
В 1981—1996 годах — редактор, член сценарной коллегии Центральной киностудии детских и юношеских фильмов имени Горького.
Член Союза кинематографистов СССР с 1968 года.
Умер в 2006 году в Москве.

## Фильмография
Автор сценариев художественных фильмов:
- 1969 — Десять зим за одно лето — автор сценария, совместно с В. Гажиу.
- 1973 — Дом для Серафима — автор сценария
- 1976 — Никто вместо тебя — автор сценария
- 1979 — И придёт день... — автор сценария
- 1984 — Егорка — автор сценария, по мотивам повести Петра Гаврилова.